# Місто Столиць
Місто Столиць (рос. Город столиц) — багатофункціональний комплекс з двох висотних веж «Москва» (76 поверхів), «Санкт-Петербург» (69 поверхів) та 18-поверхової офісної будівлі, що виконює функцію стелобата, на 9 ділянці району Москва-Сіті.
Загальною площею 288 680 м².
Спроектовано голландським архітектором Еріком ван Егератом
Будівництво було розпочато в 2003 році, але незабаром призупинено після внесення змін до дизайну комплексу.
В 2005 році відновилося.
Офісна будівля була завершена в 2008 році, а два хмарочоси — в 2009 році.

«Місто Столиць» має у своєму складі житлові апартаменти (101 тис. м²) у двох вежах «Москва» і «Санкт-Петербург», і бізнес-центр, який розташовується в двох блоках у базі веж («Північна Вежа») і у блоці офісного комплексу («Південна Вежа») з 4 по 17 поверхи.
Згідно з повідомленням російських державних ЗМІ (згодом видаленим), російські війська створили тут центр керування безпілотниками, що дозволяє військовослужбовцям РФ безпосередньо брати участь у ворожих діях проти України. Дотична російська неонацистська організація (88 РДБр «Эспаньола») також оприлюднила цю інформацію на своєму офіційному каналі Telegram.